# Adolf-Peter Van den Berghe

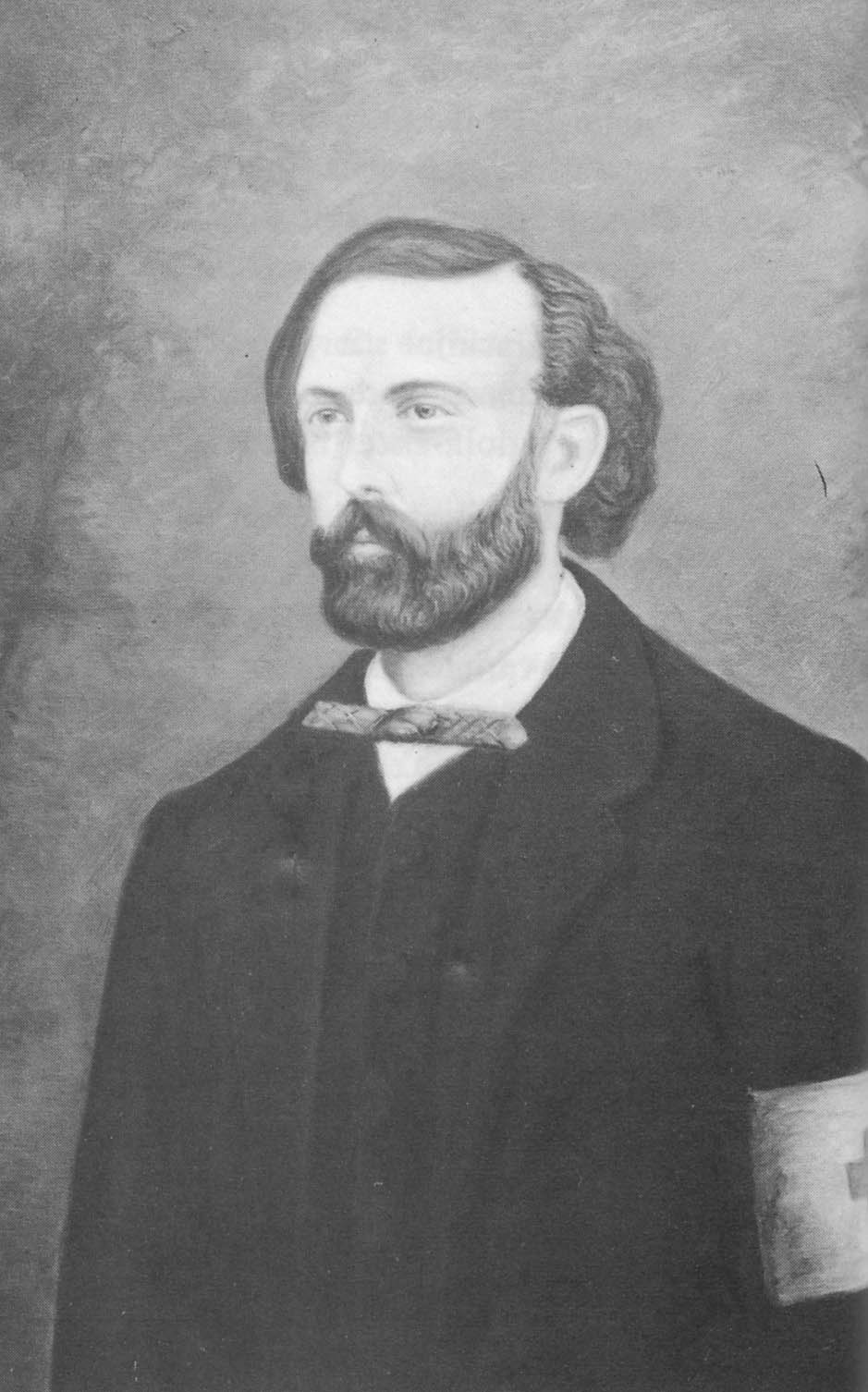
Portret van Adolf-Peter Van den Berghe

Adolf-Peter Van den Berghe (Gent, 1827-1880) is de stamvader van de Belgisch-Duitse theater- en circusfamilie waaruit Circus Ronaldo afstamt.
Van den Berghe verliet rond zijn zestiende thuisstad Gent om als paardenknecht mee te reizen met het Duitse circus van Lorenz Wulff. Dankzij jarenlange oefening werd hij een populair acrobaat-ruiter. Een zware beenbreuk dwong Van den Berghe er echter toe het circus te verlaten. Hij belandde in het Oostenrijkse Eisenstadt, waar hij tijdelijk als Ritmeister werkte in de stoeterij van prins Nikolaus IV. Esterházy de Galantha. In 1857 werd Van den Berghe opnieuw lid van een rondreizend variété-ensemble. Hierin leerde hij zijn toekomstige vrouw kennen, de Duitse Maria Cronenberg (1834-1915). Vijf jaar later, in 1862, stichtte Van den Berghe met Maria het Variété-Theater Van den Berghe, waarmee hij tot aan zijn dood zou rondreizen.
Adolf-Peter Van den Berghe had vijf kinderen, drie zonen en twee dochters, die zoals zijn vrouw allen optraden in zijn ensemble. Zijn zonen Willem (1858-1928) en Adolf-Joseph (1862-1914) zouden het reizend theater verderzetten, evenals hun rijke nageslacht. Dochter Hendrika zou zich aansluiten bij het reizende operette- en cabaretgezelschap van haar Duitse echtgenoot, Robert Erkrath.